# Суспільне
Суспі́льне (нім. gesellschaftlich) — одна з основних категорій соціології та соціальної філософії. Вперше вона була введена до наукового обігу Карлом Марксом.
Існує два підходи до розуміння «суспільного» та його співвідношення із «соціальним». Згідно з першим, «суспільне» тотожне поняттю «соціальне» і означає все те, що належить до суспільства й відмінне від природи. За другим підходом, «соціальне» охоплює лише ті аспекти «суспільного», які визначаються місцем людей у соціальній структурі, відносинами між соціальними групами та представниками різних класів, націй, трудових колективів тощо. Таким чином, поняття «суспільне» та «соціальне» є синонімами, коли йдеться про суспільство в цілому як надприродну частину буття, як соціальну форму руху матерії, тобто власне у філософському розумінні. З іншого боку, «соціальне» є одним з аспектів «суспільного» з точки зору сферного підходу, згідно з яким в суспільстві як цілісній системі виокремлюються такі сфери, як економічна, політична, соціальна, духовна, екологічна. Отже, «суспільне» в-основному розуміється як більш широке поняття порівняно із «соціальним».
У соціології відсутність чіткого розмежування між поняттями «суспільне» та «соціальне» зумовлена деякими мовними традиціями. У німецькій мові (як і в українській та російській) існують два терміни — «суспільне» (нім. gesellschaftlich, рос. общественное) і «соціальне» (нім. sozial, рос. социальное). В англійській мові такого розмежування немає, там є тільки термін «соціальне» (англ. social), як у широкому, так і у вузькому значеннях.
На початку ХХ століття у країнах Західної Європи та США було введене поняття «соцієтальне» (англ. societal), яке використовується для характеристики суспільства в цілому, всієї системи суспільних відносин (економічних, соціальних, політичних тощо). Отже, «суспільне» розуміється тут як «соцієтальне».